# 파이버 레이저

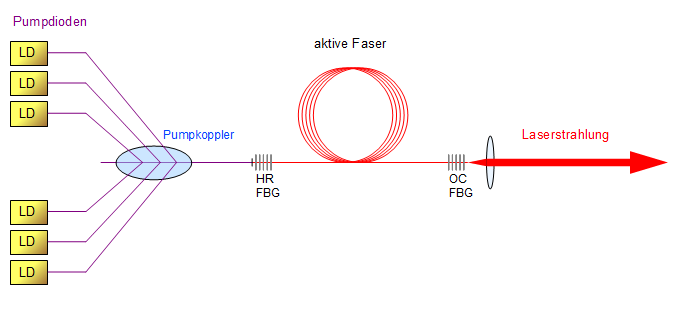

파이버 레이저(fiber laser, fibre laser) 또는 광섬유 레이저는 활성 레이저 매질이 어븀, 이터븀, 네오디뮴, 디스프로슘, 프라세오디뮴, 툴륨, 홀뮴 등의 희토류 원소가 들어간 광섬유이다. 레이저 없이 빛을 증폭시키는 광 증폭기(doped fiber amplifier)와 관련이 있다.

## 장점 및 용도
다른 유형의 레이저 대비 파이버 레이저의 장점은 유연한 매개체에 의한 생성과 전달이다. 이를 통해 목표하는 위치에 더 쉽게 전달이 가능하다. 금속과 폴리머의 레이저 절단, 웰딩, 폴딩에 중요할 수 있다. 그 외에 다른 유형의 레이저 대비 고출력을 제공한다는 점이다.
금속 가공, 전기 통신, 분광학, 의학, 지향성 에너지 무기 등 여러 목적으로 사용된다.